# Abdelhakim Serrar
Abdelhakim Serrar, né le 26 avril 1961 à Sétif, est un footballeur international algérien.
Il compte 15 sélections en équipe nationale entre 1983 et 1991.

## Biographie
Abdelhakim Serrar fait les beaux jours de l'ES Sétif avec qui il remporte de nombreux trophées dont le titre de Champion d'Algérie, la Coupe d'Algérie mais surtout la Ligue des Champions de la CAF en 1988 et la coupe afroasiatique des clubs en 1989.
Ses bonnes performances l'amènent à évoluer en équipe d'Algérie avec qui il remporte la CAN 1990 durant laquelle il prend part à certains matchs comme titulaire. Avec l'Algérie, il remporte également la Coupe Afro-asiatique des Nations.
À la fin de sa carrière de joueur, il entame une reconversion en tant que dirigeant et occupe le siège de président de l'ES Sétif. Sous sa présidence, les aigles remportent huit trophées en trois ans et atteignent la finale de la Coupe de la confédération en 2009.
Au mois de février 2018, il est nommé par l'homme d'affaires algérien Ali Haddad à la tête du directoire de son club, l'USM Alger.

## Palmarès

### Joueur

#### En club
- Championnat d'Algérie (1)
  - Vainqueur : 1987
- Coupe d'Algérie (1)
  - Vainqueur : 1989
- Ligue des Champions de la CAF (1) 
  - Vainqueur : 1988
- Coupe Afro-asiatique des clubs (1)
  - Vainqueur : 1989

#### En équipe d'Algérie
- Coupe d'Afrique des nations (1)
  - Vainqueur : 1990

- Coupe Afro-asiatique des nations (1)
  - Vainqueur : 1991

### Président de l'ES Sétif
- Championnat d'Algérie (3)
  - Vainqueur : 2007, 2009, 2012

- Coupe d'Algérie (2)
  - Vainqueur : 2010, 2012

- Supercoupe d'Algérie
  - Finaliste : 2007

- Ligue des champions arabes (2)
  - Vainqueur : 2007 et 2008

- Coupe de la confédération
  - Finaliste : 2009

- Coupe nord-africaine des clubs champions (1)
  - Vainqueur :  2009

- Coupe nord-africaine des vainqueurs de coupe (1)
  - Vainqueur : 2010

- Supercoupe de l'UNAF (1)
  - Vainqueur : 2010